# Folkfronten (Ukraina)
Folkfronten (ukrainska: Народний фронт) är ett liberalkonservativt parti i Ukraina, bildad i augusti 2014. Folkfrontens partiledare är premiärministern Arsenij Jatsenjuk. Andre prominenta medlemmar är Oleksandr Turtjynov, Tetiana Tjornovil, Dmytro Tymtjuk, Mykhailo Havrylyuk, Arsen Avakov, Pavlo Petrenko, Andrij Parubij och Ljudmyla Denisova. Flera var tidigare medlemmar av det av Julia Tymosjenko ledda Fäderneslandsförbundet.